# Список церквей Московского Кремля
Це́ркви Моско́вского Кремля́ — перечень сохранившихся и уничтоженных религиозных сооружений Кремля в Москве. Часть из них входят в комплекс Соборной площади, другие относятся к Большому Кремлёвскому дворцу.

## На Соборной площади
| Фото | Название                                               | Дата      | Зодчий                            | Примечание |
| ---- | ------------------------------------------------------ | --------- | --------------------------------- | --- |
|      | Успенский собор                                        | 1475—1479 | Аристотель Фиораванти             | Построен в 1475—1479 годах архитектором Аристотелем Фиораванти. Был главным кафедральным собором Российской империи до Октябрьской революции в 1917-м. Является усыпальницей всех московских патриархов первого патриаршего периода за исключением Никона и Игнатия. С 1991 года входит в Государственный историко-культурный музей-заповедник «Московский Кремль». |
|      | Архангельский собор                                    | 1505—1508 | Алевиз Новый                      | Построен в 1505—1508 годах по проекту итальянского архитектора Алевиза Нового на месте храма XIV века, возведённого в правление Ивана Калиты. Большевики закрыли его в 1918-м, как и другие церковные постройки Кремля. В некрополе находятся 46 гробниц и 54 захоронения князей, среди которых — Юрий Звенигородский, Андрей Углиций, Михаил Черниговский. Последнее погребение состоялось в 1730 году, когда похоронили императора Петра II. В 1928-м в крипту из Вознесенского монастыря перенесли захоронения женщин из династий Рюриковичей и Романовых.                                                                         |
|      | Благовещенский собор                                   | 1484—1489 | Кривцов и Мышкин                  | Возведён в 1489 году под руководством псковских мастеров Кривцова и Мышкина на месте деревянной домовой церкви XIII века великокняжеской семьи. Последний раз храм перестраивали в 1560-е годы при Иване Грозном. В 1844-м собор соединили переходом с новым зданием Большого Кремлёвского дворца Николая I. С 1993 года на престольный праздник Благовещения Пресвятой Богородицы в церкви совершаются патриаршие богослужения. |
|      | Колокольня Ивана Великого и церковь Иоанна Лествичника | 1505—1508 | Бон Фрязин                        | Колокольня была построена в 1505—1508 годах по проекту архитектора Бона Фрязина. В основании заложена церковь преподобного Иоанна Лествичника. После Великой Отечественной войны церковь переоборудовали под выставочный зал музея Московского Кремля. На 3-м ярусе — Церковь Николы Гостунского. |
|      | Патриарший дворец и церковь Двенадцати апостолов       | 1635—1656 | Бажен Огурцов, Антип Константинов | Комплекс зданий Патриарших палат возвели в 1635—1656 годах Антип Константинов и Бажен Огурцов. До 1681 года — Церковь носила имя Филиппа Апостола, после перестройки в церковь 12 апостолов новая церковь Филиппа была устроена этажом выше (ныне — придел). После упразднения патриаршества в 1721-м в палатах разместили Московскую Синодальную контору. Тогда же под руководством архитектора Ивана Зарудного церковь разделили на два этажа, разместив на верхнем патриаршую библиотеку. Преобразование в музей произошло в 1961 году. В нём экспонируются личные вещи членов царской семьи, иконы, ювелирные украшения и посуда. |
|      | Церковь Ризоположения                                  | 1484—1485 |                                   | Построена в 1484—1485 годах псковскими мастерами на месте одноимённой церкви, заложенной митрополитом Ионой. До середины XVII века являлась домовым храмом московских митрополитов, а затем патриархов. В 1655-м её соединили переходами с Теремным дворцом. В 1965 году в ней открыли музей. |

## Домовые церкви
Территория Большого Кремлевского дворца, в который влился Теремной дворец, является частью резиденции Президента РФ, поэтому Домовые церкви Теремного дворца не доступны к посещению.
| Фото | Название                                                                                   | Дата                                                             | Зодчий | Примечание |
| --- | ------------------------------------------------------------------------------------------ | ---------------------------------------------------------------- | --- | --- |
| | Церковь Рождества Богородицы на Сенях                                                      | 1393                                                             | Алевиз Новый | Надстроена в 1393—1394 годах по указу княгини Евдокии над Церковью Воскрешения Праведного Лазаря, которая была переделана в придел. В 1514—1518 годах архитектор Алевиз Новый надстроил храм объёмом, в котором разместили главный престол Рождества Богородицы. Нижнюю часть сохранили, устроив там придел Лазаря. Ещё раз сооружение перестроили в правление Фёдора Алексеевича, когда храм заменили одноглавой церковью.                  |
| | Церковь Воскрешения Праведного Лазаря                                                      | 1393-94                                                          | | В 14 веке существовала деревянная церковь. Над ней в 1393-94 была возобновлена церковь Рождества Богородицы (с сохранением Лазаревского придела). В 1514 надстроен второй этаж с новым Богородицерождественским храмом, а нижняя церковь получила имя Воскрешения Лазаря. В конце XVII в. застроена и забыта, возобновлена в сер. XIX в. в прежнем виде.                                                                                     |
| Комплекс из 4 домовых церквей царей при Теремном дворце при перестройке был подведён под одну крышу c 11 главами и встроен в комплекс Большого Кремлёвского дворца. Наружных фасадов храм, называемый Верхоспасский собор по главной из церквей, фактически не имеет. В его состав входят: |                                                                                            |                                                                  | | |
| | Церковь Великомученицы Екатерины, что у Государыни царицы на сенях, Екатерининская церковь | 1627                                                             | Джон Талер, Карл Росси | Расположена во втором ярусе Теремного дворца напротив Золотой Царицыной палаты. Построена в 1627 году Джоном Талером на месте сгоревшей деревянной церкви. Была воссоздана после Троицкого пожара в 1737-м. В 1801 году разобрана. В 1808 году, по указу Александра I архитектор Карл России начал возводить новую церковь. В 1843 году по проекту Дмитрия Чичагова полностью переоформили интерьер, Фёдор Солнцев выполнил новый иконостас. |
| Церковь Воскресения Словущего | 1654                                                                                       |                                                                  | Надстроили над Екатерининской церковью в 1654 году. Расположена на уровне Верхоспасского собора, с севера от него. Предположительно, в эту церковь в 1671 году была переделана известная по источникам церковь св. Евдокии.                                                                                               | |
| Верхоспасский собор, Верхоспасская церковь за золотой решёткой, Домовая церковь царей и царевичей во имя Спаса Нерукотворного | 1635—1636                                                                                  | Бажен Огурцов, Антип Константинов, Трефил Шарутин, Ларион Ушаков | Построена в 1635—1636 годах мастерами Баженом Огурцовым, Антипом Константиновым, Трефилом Шарутиным и Ларионом Ушаковым. При строительстве в 1840-х годах Большого Кремлёвского дворца разобрали прилегавшую к собору лестницу, Верхоспасскую площадку перекрыли, соорудив новые арочные проёмы на месте Золотой решётки. | |
| Крестовоздвиженская церковь (Церковь Воздвижения Честного Креста Господня, Церковь Распятия Христова) | 1681                                                                                       |                                                                  | Возведена царём Фёдором Алексеевичем в 1681 году над северным приделом Верхоспасского собора. После Октябрьской революции была закрыта. | |
| | Церковь Похвалы Богородицы                                                                 | 1651-1652                                                        | | Здание Потешного дворца было построено в 1651 году как жилые палаты боярина Ильи Даниловича Милославского. При нём расположена церковь, возвышающаяся над средней частью восточного фасада. Упразднена в 1806. Главы снесены, но сохранилась звонница. При реставрации дворца в 2000—2004 внешне восстановлена, однако освящены только кресты. В настоящее время во дворце размещаются службы Комендатуры Кремля.                            |

## Новые
| Фото | Название                                                                           | Дата      | Архитектор      | Примечание |
| ---- | ---------------------------------------------------------------------------------- | --------- | --------------- | --- |
|      | Церковь Иконы Божией Матери Казанская в резиденции Президента Российской Федерации | 1995-1996 | Самусенко С. В. | Небольшая молитвенная комната с престолом, оборудованная в 1995—1996 при реконструкции бывшего здания Сената. Интерьер выполнен специалистами ГМЗ «Царское Село» по проекту Самусенко. Расположена на верхнем этаже в западной части здания, слева от центрального входа. В иконостасе — семь янтарных икон в технике флорентийской мозаики, созданных реставраторами Янтарной комнаты. |

## Утраченные

### Монастыри
- Монастыри Московского Кремля

### Церкви
| Фото | Название | Дата      | Зодчий                        | Снос       | Примечание |
| ---- | --- | --------- | ----------------------------- | ---------- | --- |
|      | Александровский собор                                                                                         | 1630      |                               | 1770       | Предположительно возведён в 1630 году. Находился справа с востока от Петроковской звонницы. Был перестроен и переосвящён в 1683-м. Упразднён и разобран в 1770 году. |
|      | Часовня Александра Невского у Никольских ворот                                                                | 1884      |                               | 1925       | Каменная шатровая одноглавая часовня. Построена в 1884, принадлежала Казанскому собору. |
|      | Церковь Алексия, митрополита Московского, в Чудовом монастыре                                                 | 1680-1686 |                               | 1931       | |
|      | Церковь Андрея Первозванного в Чудовом монастыре                                                              | 1680-1686 |                               | 1931       | |
|      | Церковь Благовещения на Житном дворе                                                                          | 1731      | Готфрид Шедель                | 1932       | Была пристроена к Благовещенской башне на месте деревянной церкви в 1731 году по проекту архитектора Готфрида Шеделя. В 1816-м в трапезной устроили придел во имя Иоанна Милостивого, в который перенесли частицы мощей святого. |
|      | Церковь Благовещения Пресвятой Богородицы Чудова монастыря                                                    | 1686      |                               | 1931       | |
|      | Часовня Великого Совета Ангел у Спасских ворот (Часовня Спаса Всемилостивого у Спасских ворот)                | 1866-1868 |                               | 1925       | Принадлежала Покровскому собору |
|      | Часовня Великого Совета Откровение у Спасских ворот (Часовня Иконы Божией Матери Смоленская у Спасских ворот) | 1866-1868 |                               | 1925       | Принадлежала Покровскому собору |
|      | Собор Вознесения Господня в Вознесенском монастыре                                                            | 1519      | Алевиз Новый                  | 1929       | Женская монаршья усыпальница |
|      | Церковь Святителя Гермогена Чудова монастыря (церковь патриарха Ермогена)                                     | 1913      |                               | 1929       | устроена в подклете собора Чуда Михаила в Хонех |
|      | Евдокиевская церковь                                                                                          | 1627      |                               | 1681       | Известна по источникам. Была устроена над Екатерининской церковью, в честь ангела-хранителя царицы Евдокии Лукьяновны Стрешневой, после её венчания с Михаилом Фёдоровичем в 1626 году. Предположительно переделана в Церковь Воскресения Словущего. |
|      | Церковь Екатерины Великомученицы в Вознесенском монастыре                                                     | 1808-1817 | Алексей Бакарев, Карло Росси  | 1929       | |
|      | Часовня Иконы Божией Матери Печерская                                                                         |           |                               |            | [ 29 ] |
|      | Часовня Иоанна Предтечи в Боровицкой башне                                                                    | 1867      |                               |            | [ 30 ] |
|      | Церковь Иоасафа, епископа Белгородского, в Чудовом монастыре                                                  | 1911      |                               | 1929       | Устроена в 1911 в кельях наместника при колокольне (1779). |
|      | Церковь Константина и Елены                                                                                   | 1651      |                               | 1928       | Деревянная церковь Константина и Елены впервые упоминается в 1470 году. Была перестроена в камне в 1651-м рядом с Константино-Еленинской башней. |
|      | Церковь Михаила Малеина в Вознесенском монастыре                                                              | 1634      | Семейка Белой и Бажен Огурцов | 1929       | |
|      | Часовня Николая Чудотворца у Никольских ворот                                                                 | 1867      |                               |            | [ 32 ] |
|      | Церковь Николы Гостунского                                                                                    | 1477      |                               | 1817       | Первое упоминание о церкви относится к 1498 году. Каменный храм возвели в 1506-м вдоль дороги, ведущей от Фроловских (Спасских) ворот в центр Кремля. была разобрана в 1817 году во время расчистки Ивановской площади под плац-парад. Престол перенесен на 3-й ярус Успенской звонницы.                                                                                      |
|      | Петропавловская церковь                                                                                       | 1684      |                               | 1753       | Церковь во имя Петра и Павла, наиболее посещаема царём Петром I Алексеевичем, по утверждению Н. Д. Извекова в ней в 1689 году венчался царь Петр Алексеевич с Евдокией Фёдоровной Лопухиной. |
|      | Церковь Петра и Павла в Малом Николаевском дворце                                                             | 1775-1776 |                               | 1929       | Домовый храм |
|      | Церковь Рождества Иоанна Предтечи на Бору                                                                     | 1505—1508 | Алевиз Новый                  | 1847       | Древнейшая по времени основания церковь Москвы, известная c XII века. В 1508 году была построена в камне Алевизом Новым. Была разобрана в 1847-м по указу Николая I в связи с ветхостью. |
|      | Свято-Духовская церковь                                                                                       | 1681-1685 |                               | после 1685 | Устроена при перестройке Рождественской церкви. |
|      | Церковь Преподобного Сергия Радонежского Чудова монастыря                                                     |           |                               |            | |
|      | Собор Спаса на Бору (Собор Преображения Господня, что на Бору)                                                | 1330      |                               | 1933       | Первый деревянный собор был построен в XIV веке и находился на Боровицком холме. Храм постройки 1330 года стал вторым каменным собором Москвы после Успенского. Он служил усыпальницей для жены Ивана Калиты Елены Соломониды, Анастасии Гедиминовны, Александры Ивановны, Стефана Пермского, Марии Александровны. В 1527-м был полностью перестроен. Снесён 1 мая 1933 года. |
|      | Сретенский собор                                                                                              | 1560—1561 |                               | 1801       | Возведён в 1560 году при деревянных хоромах, построенных для сыновей Ивана Грозного — Ивана и Фёдора. Был разобран за ветхостью в 1801-м. |
|      | Успенская церковь («вверху, на сенях», «у царевен меньших»)                                                   | 1680      |                               | 1809       | Построена царём Фёдором Алексеевичем над трапезной храма Спаса Нового. |
|      | Собор Чуда Михаила Архангела в Хонех в Чудовом монастыре                                                      | 1503      |                               | 1929       | |